# Гальяно, Марко да
Марко да Гальяно (итал. Marco da Gagliano, 1 мая 1582, Флоренция — 25 февраля 1643, там же) — итальянский композитор раннего Барокко, сыгравший важную роль в истории ранней оперы. Кроме того, он был хорошим певцом и инструменталистом.

## Биография
Марко да Гальяно родом из Флоренции, где провел большую часть своей жизни. Ученик Луки Бати.
В 1602—1608 был учителем пения при церкви Сан-Лоренцо в родном городе. В 1609 выехал в Мантую, где будучи придворным композитором герцога Гонзага, сочинял музыку. Там же написал своё самое известное произведение — оперу «Дафна», поставленную в конце февраля 1608 на дворцовой сцене герцога, что явилось одним из важнейших событий в ранней истории оперного искусства.
В 1609 он вернулся во Флоренцию, где принял духовный сан и стал руководить капеллой в церковном братстве Compagnia dell’Arcangelo Raffaello, в котором сам Гальяно в детстве получил первоначальное музыкальное образование. Позже занял должность капельмейстера и управляющего всеми музыкальными мероприятиями при дворе Медичи, на этом посту трудился в течение 35 лет.
Марко да Гальяно — член Флорентийской камераты.

## Творчество
Автор большого количества церковных (для своего братства), так и светских музыкальных произведений (для Гонзага и Медичи), в том числе монодий, явившихся новшеством эпохи раннего барокко, а также многих мадригалов, в большинстве а капелла, отражающих стиль позднего ренессанса, месс и респонсорий.
Партитура оперы «Дафна» напечатана во Флоренции 20 октября 1608 года. В ней содержится подробная инструкция о том, как исполнять произведение. Среди прочего Гальяно рекомендует четко разделять солистов и хор, разместить оркестр перед сценой, чтобы певцы могли его лучше видеть и взаимодействовать с ним.

## Избранные музыкально-драматические произведения
- Дафна (1608),
- Бракосочетание Медора и Анжелики (1619),
- Арденнские источники (1623),
- Королева святая Урсула (1624),
- Флора (1628) и др.